# Ary Perez
Ary Rodrigo Perez (Goiânia, 14 de abril de 1954) é um engenheiro, designer, artista plástico e cenógrafo brasileiro.

## Biografia
Graduado em engenharia civil pela Escola Politécnica da Universidade de São Paulo, onde lecionou e realizou pesquisas sobre construção industrializada. Pesquisador residente na Inglaterra, realizando programa de pós-graduação na Architectural Association.
Paralelamente à sua formação na área tecnológica e científica, participou de cursos com artistas plásticos brasileiros e colaborou com artistas e designers internacionais tais como Vito Acconci, Rem Koolhaas, Ingo Maurer, Anish Kapoor e Krzysztof Wodiczko.
Tem realizado trabalhos em diversas instituições de arte, como a Bienal Internacional de São Paulo e a Bienal do Mercosul, além de museus brasileiros e internacionais em Chicago, no Museum of Contemporary Art Chicago  e Art Institute of Chicago (AIC); em São Paulo no Museu de Arte Moderna, Museu de Arte Contemporânea, Museu da Imagem e do Som, no SESC-Pinheiros e Sesc-Araraquara, na Pinacoteca do Estado de São Paulo e, em Hannover, na EXPO 2000.
Participou de diversas exposições com sua parceira Denise Milan, com quem produziu, em 1998, a escultura pública Americas' Courtyard, que continua recebendo destaque e críticas favoráveis na imprensa dos Estados Unidos. 
Coordenou o projeto Artecidade Zona Leste, exposição que teve grande destaque na imprensa nacional e internacional.
No ano de 2005 realizou a cenografia da exposição Amazônia Realidade e Futuro, no Palais de la découverte, em Paris.
Atualmente, continua concentrando seus trabalhos na fronteira entre arte e a ciência.

## Esculturas públicas
- 1992 Drusa - instalação permanente, Vale do Anhangabaú, co-autoria Denise Milan, São Paulo

Um Furo no Espaço - instalação permanente, Museu de Arte Contemporânea - MAC, co-autoria Denise Milan, São Paulo.
- 1993 Ventre da Vida - instalação permanente, Estação Clínicas do Metrô, co-autoria Denise Milan, São Paulo.
- 1994 Palas Atenas - instalação permanente, Campus da Cidade Universitária, Escola Politécnica, co-autoria Denise Milan, São Paulo.
- 1997 Torre de Piza - instalação permanente, Avenida Águas Espraiadas, colaboração com Arthur Luiz Piza, São Paulo.
- 1998 Americas' Courtyard - escultura arquitetural, esquina da Columbus Avenue e Monroe Street, co-autoria Denise Milan, Chicago.
- 1999 Reencarnação do Americas' Courtyard - escultura arquitetural permanente, Museum Campus, Adler Planetarium, co-autoria Denise Milan, Chicago.

Tempos da Cura - painel e escultura arquitetural permanente, Hospital Albert Einstein, co-autoria Denise Milan, São Paulo.
- 2000 Painéis dos Beneméritos - dez painéis, Hospital Albert Einstein, São Paulo.
- 2006 Metamorfose - instalação permanente, Planetário do Parque do Carmo, co-autoria Denise Milan, São Paulo

Pátio das Américas - instalação permanente, SESC Interlagos, co-autoria Denise Milan, São Paulo.
Entes Pétreos - cenário para instalação Ópera das Pedras, SESC Pinheiros, São Paulo.
Cenas Pétreas - cenário para instalação Ópera das Pedras, SESC Pinheiros, São Paulo.
- 2007 Rios Amazonas e Danshui, águas que alimentam a vida - escultura ambiental, Guandu International Outdoor Sculpture Festival, Guandu Nature Park, co-autoria Denise Milan, Taiwan.

## Exposições coletivas
- 1989 Sectiones Mundi - Jardim das Esculturas do Museu de Arte Moderna – MAM, instalação permanente, 20ª Bienal Internacional de Arte. Curador de eventos especiais: João Cândido Galvão;[3] co-autoria, Denise Milan, São Paulo.
- 1991 Gruta de Maquiné - instalação, 21ª Bienal Internacional de Arte, co-autoria, Denise Milan, São Paulo.
- 1996 Turning the World Inside Out III - instalação,  25ª Bienal Internacional de Arte, colaboração com Anish Kapoor, São Paulo.

Vazio - instalação, 25ª Bienal Internacional de Arte, colaboração com Nelson Félix, São Paulo.
- 1997 Lajes - exposição Arte Cidade III, colaboração Nelson Félix, São Paulo.
- 1998 Sem Título - 4º Centenário da Cidade de São Paulo, escultura, tributo à Oscar Niemeyer, SESC São Paulo, São Paulo.

Containers - instalação, Bienal de Sydney, colaboração José Rezende, Austrália.
- 2000 Ar Sólido - instalação, EXPO 2000, Pavilhão brasileiro, co-autoria Denise Milan, Hannover.

Between Two Infinites - exposição, Galeria Millan, co-autoria, Denise Milan, São Paulo.
- 2001 Americas' Cosmic Courtyard - Building for Space Travel, gravuras. Art Institute of Chicago, curadoria John Zukowsky, co-autoria, Denise Milan, Chicago.

Portable Sculpture - Coleção IV, Mary O’Shaughnessy’s Wood Street Gallery, co-autoria, Denise Milan, Chicago.
Monumento dos Desaparecidos - colaboração com Nuno Ramos, Buenos Aires.
Americas' Cosmic Courtyard -  Building for Space Travel, gravuras, Seattle Museum of Flight, curadoria John Zukowsky, co-autoria, Denise Milan, Seattle.
Portable Sculpture - Coleção IV, Museum of Outdoor Arts (MOA), co-autoria Denise Milan, Denver.
- 2002 Americas' Cosmic Courtyard - Building for Space Travel,  International Airport Museum, curadoria John Zukowsky, co-autoria, Denise Milan, San Francisco.

Between two Infinites - instalação,  Museum of Contemporary Art, co-autoria Denise Milan, Chicago.
Inconsciente - instalação, Projeto Arte Cidade IV, SESC Belenzinho, São Paulo.
Americas’ Courtyard - conferência e lançamento do livro, Adler Planetarium & Astronomy Museum, co-autoria Denise Milan, Chicago.
- 2003 Mátria - instalação, Bienal do Mercosul. Curadoria científica: Sérgio Pena, Porto Alegre, Rio Grande do Sul.[4]
- 2005 Sem título - exposição sobre a economia sustentável da floresta, Casa Cor 2005, São Paulo.
- 2006 Camiri - instalação, Galeria do Museu da Vale do Rio Doce, colaboração Nelson Félix, Vila Velha, Espírito Santo.

## Atividades realizadas
- 1999–2000 Coordenador de projetos - assistente de curadoria do Arte Cidade IV, SESC Belenzinho, São Paulo.
- 2001 Americas' Courtyard, programa de educação - The Art Institute of Chicago, co-autoria Denise Milan, Chicago.

Exposição Genoma ao Vivo, Jornada ao Mundo da Ciência - Coordenador Geral, Associação Brasil +500, São Paulo.
- 2005 Amazonie Réalite et Futur - exposição sobre a floresta Amazônica, Palais de la découverte, Paris.

Amazonas - Um Estado Sustentável - exposição realizada pelo Governo do Estado do Amazonas, sobre cultura, tecnologia e conhecimento ancestral, Manaus, Amazonas.
- 2006 Secredos do Design Industrial - exposição com a coleção de Design da FIESP, realizado na sede da FIESP, São Paulo.

## Publicações
- Ary Perez e Denise Milan (2001). Americas' Courtyard. [S.l.]: Vitor Maia DCL. ISBN 85-7338-479-4

## Parcerias
- Anish Kapoor
- Arthur Luiz Piza
- Denise Milan
- Ingo Mauer
- Krzysztof Wodiczko
- José Rezende
- Nelson Félix
- Nuno Ramos
- Rem Koolhaas
- Sérgio Pena
- Vito Acconci